# Hypecoum angustilobum
Hypecoum angustilobum är en vallmoväxtart som beskrevs av Aring;.E. Dahl. Hypecoum angustilobum ingår i släktet fjärilsrökar, och familjen vallmoväxter. Inga underarter finns listade i Catalogue of Life.